# Centre de découverte du patrimoine de Hong Kong
Le centre de découverte du patrimoine de Hong Kong (香港文物探知館, Hong Kong Heritage Discovery Centre) est situé dans le parc de Kowloon depuis 2005. Il occupe les blocs historiques S61 et S62 de l'ancienne caserne Whitfield.

## Histoire
Les deux blocs sont construits vers 1910 lorsque Hong Kong était sous gouvernance britannique en tant que colonie de la Couronne. Ils sont utilisés pour accueillir les forces armées britanniques jusqu'en 1967 avant que les terrains militaires ne soient rendues au gouvernement colonial pour être réaménagés en services de loisirs. Ils accueillent ainsi temporairement le musée d'histoire de Hong Kong de 1983 à 1998 avant qu'un nouveau complexe muséal ne soit construit à Tsim Sha Tsui Est.

## Le centre
Le centre de découverte du patrimoine de Hong Kong est sous la direction du bureau des antiquités et monuments. Il ouvre ses portes aux visiteurs en octobre 2005 avec sa galerie d'expositions thématiques, sa salle de conférence, sa salle d'activités pédagogiques et sa bibliothèque de référence. Il comprend une exposition permanente sur le patrimoine architectural de Hong Kong.

## Accès
Le centre est accessible à pied depuis la station Tsim Sha Tsui du métro de Hong Kong.

## Galerie

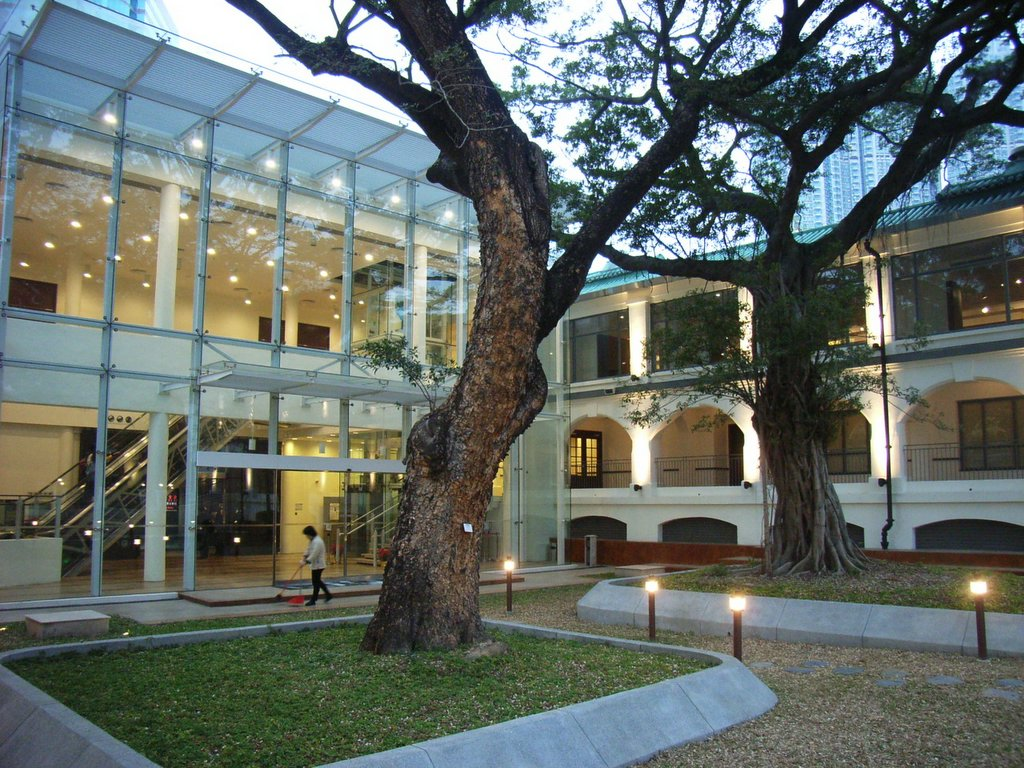
La cour intérieure.
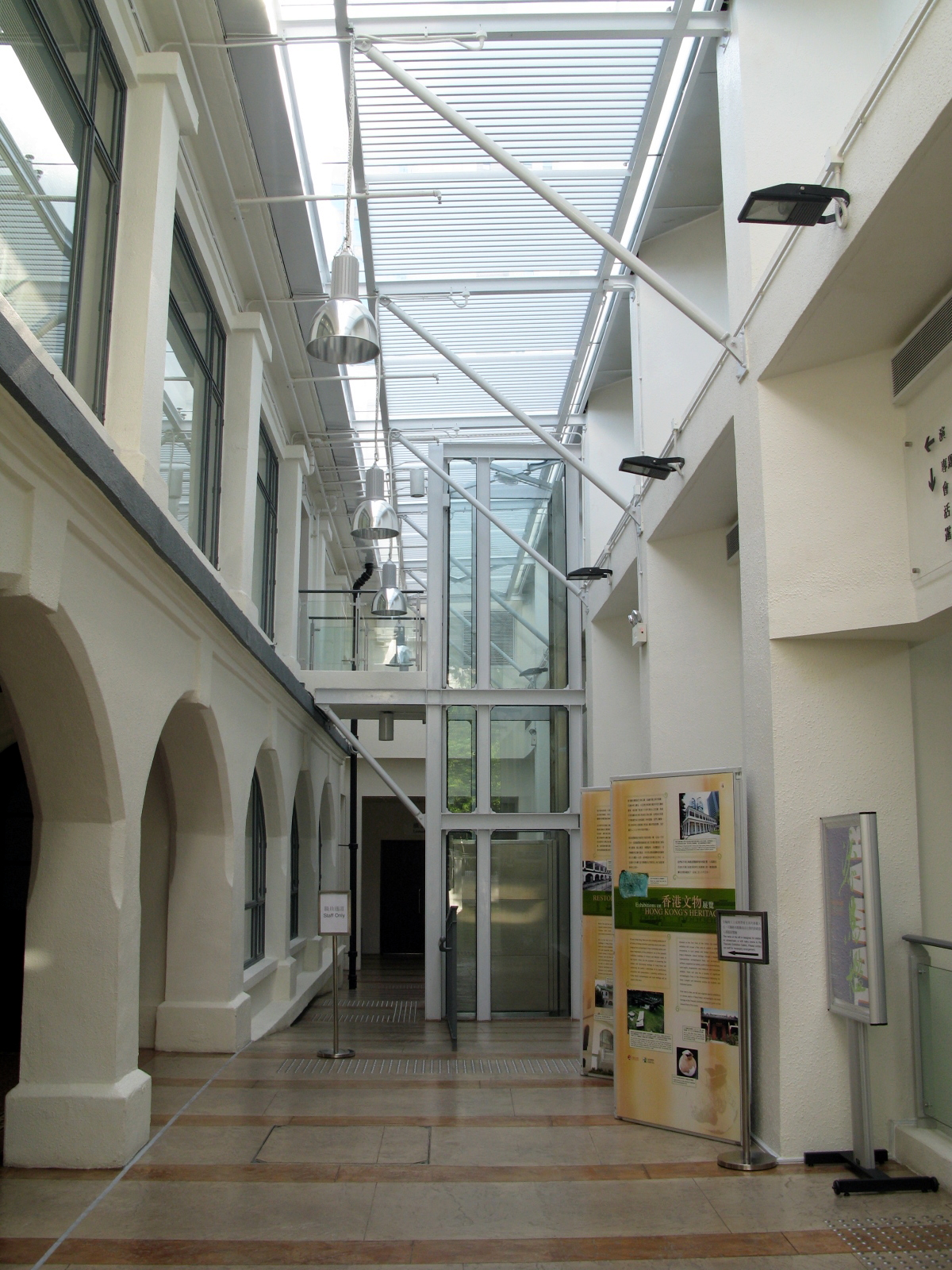
Atrium du centre
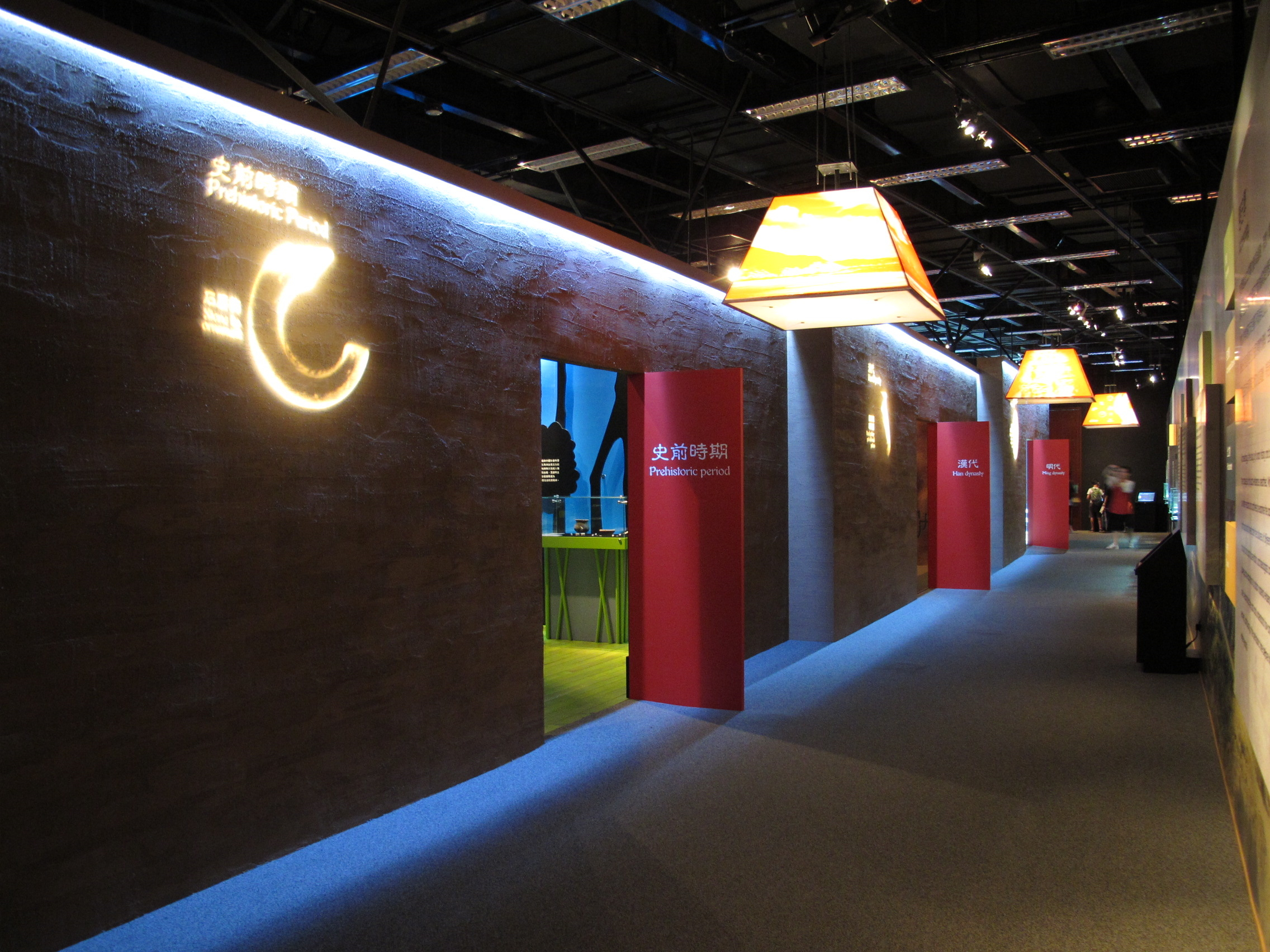
Exposition permanente Voyage de découverte du patrimoine.
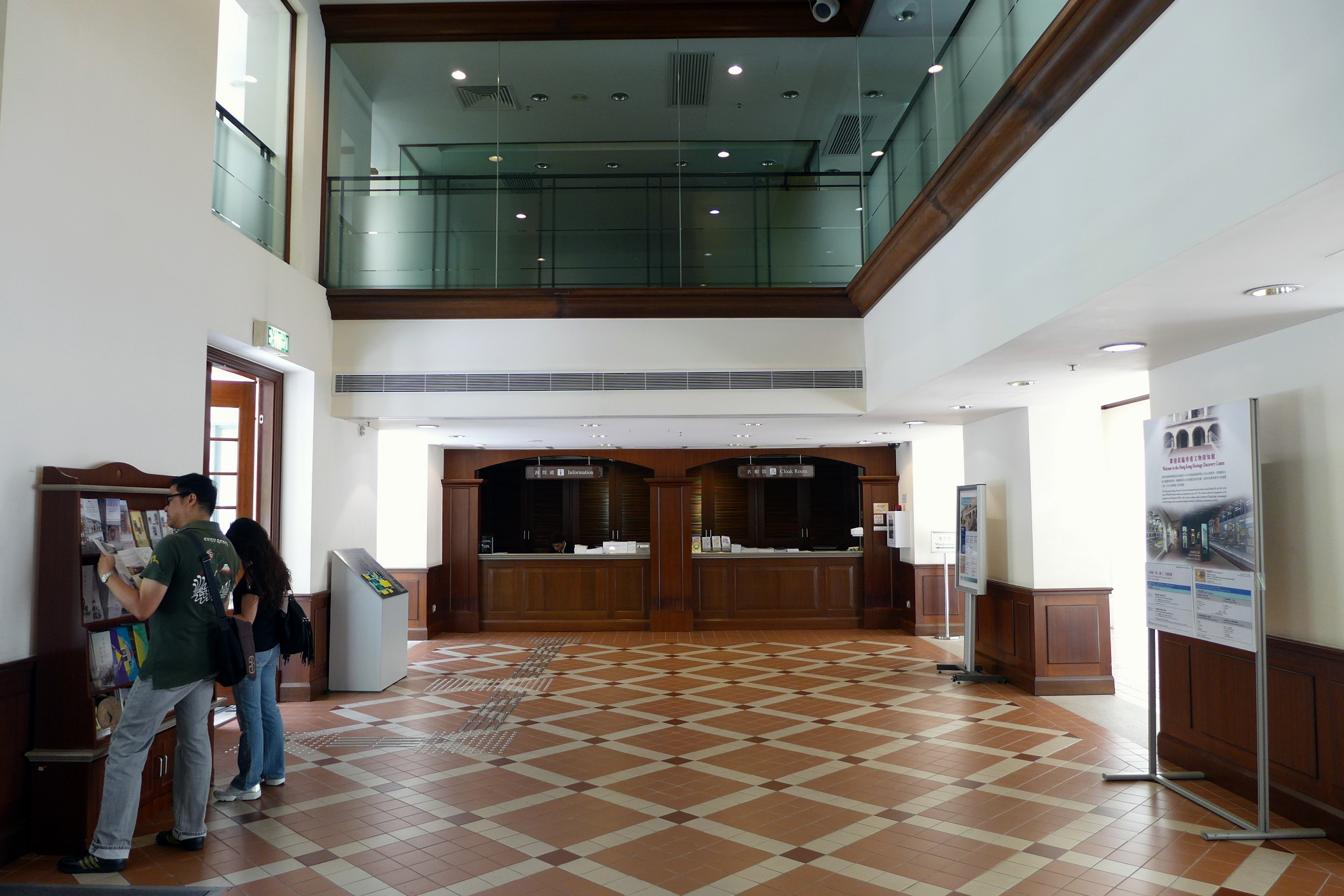
Le hall d'entrée.
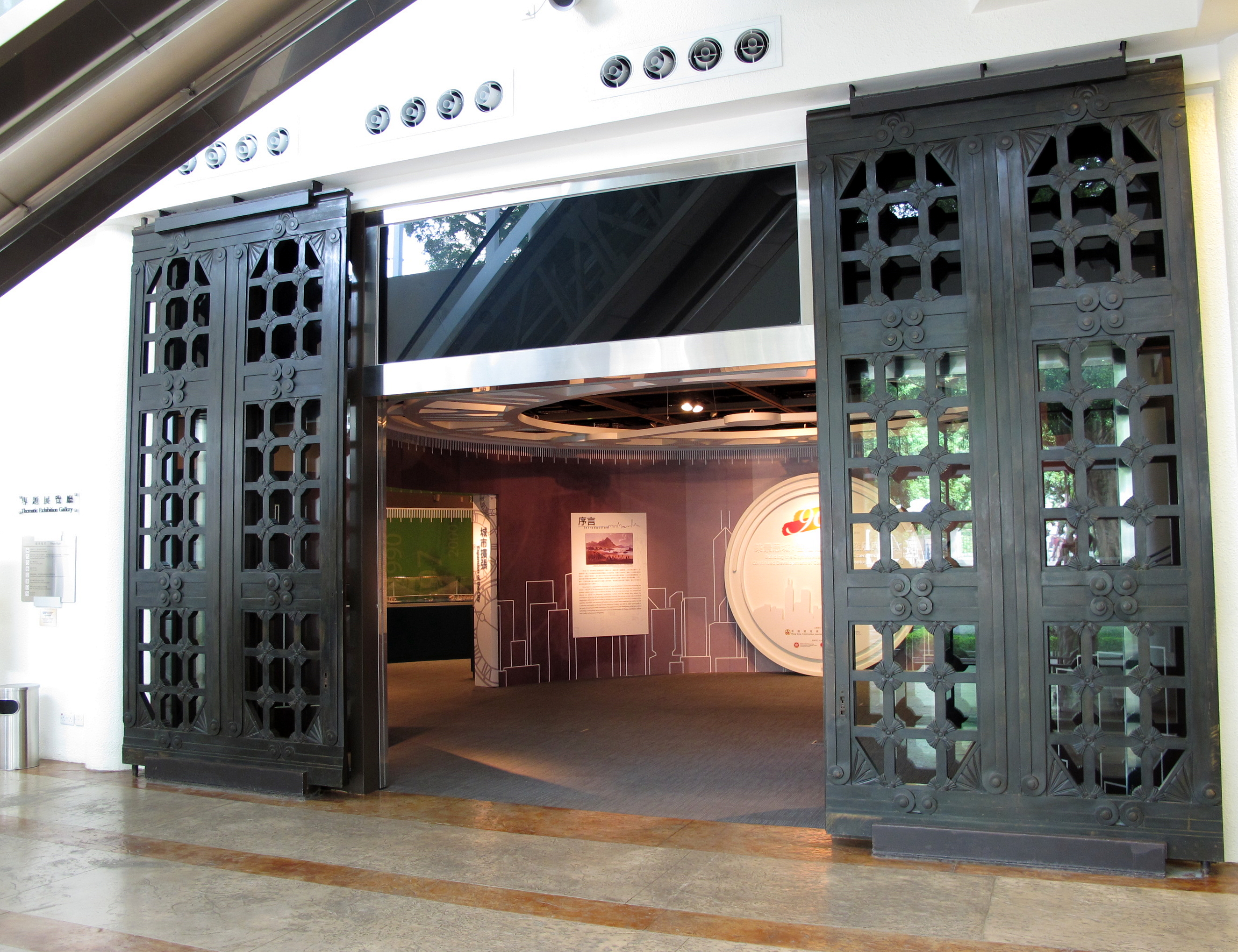
Porte en bronze à l'entrée de la salle d'exposition spéciale venant du HSBC Main Building (démoli et reconstruit en 1983).
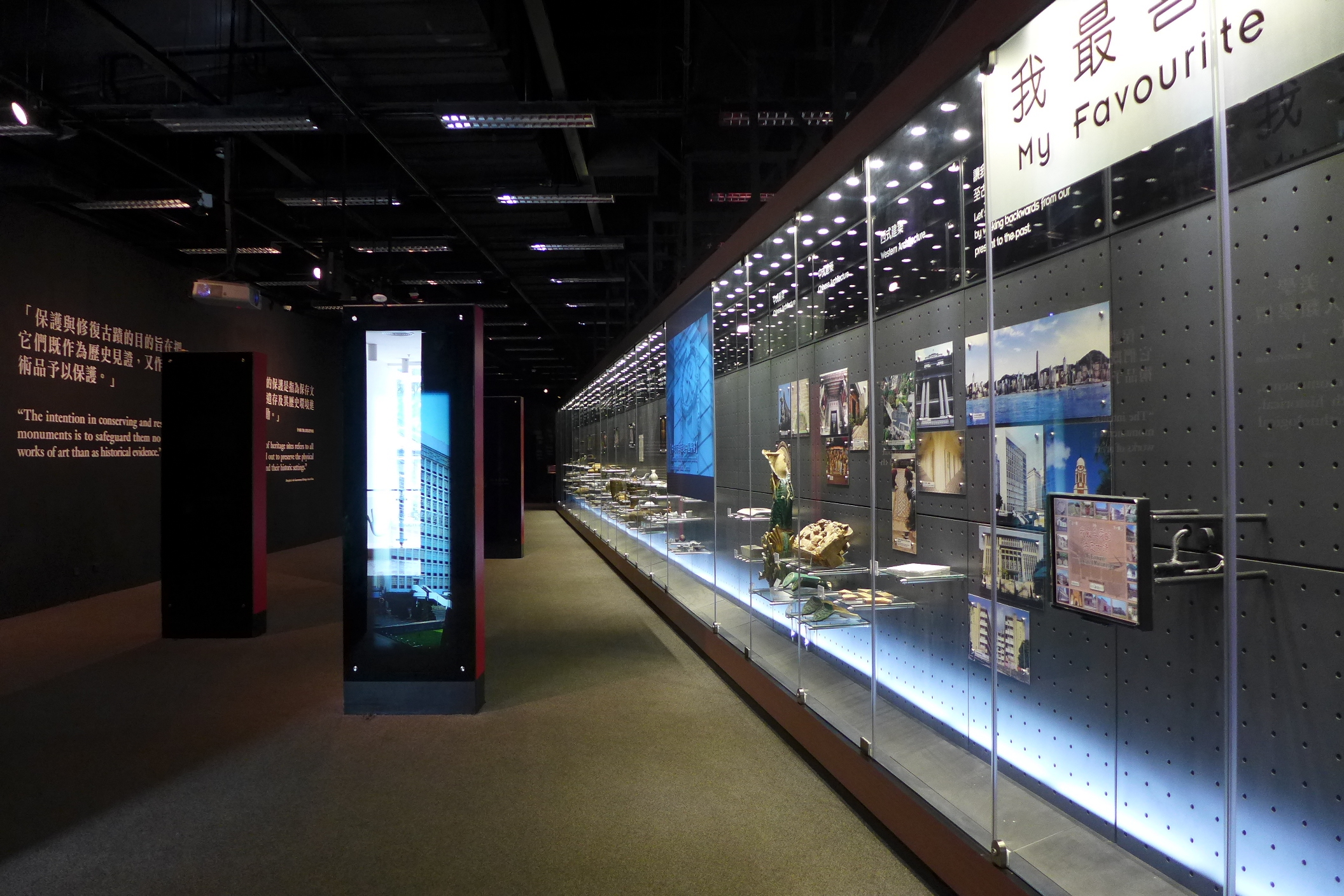
Galerie d'art archéologique.
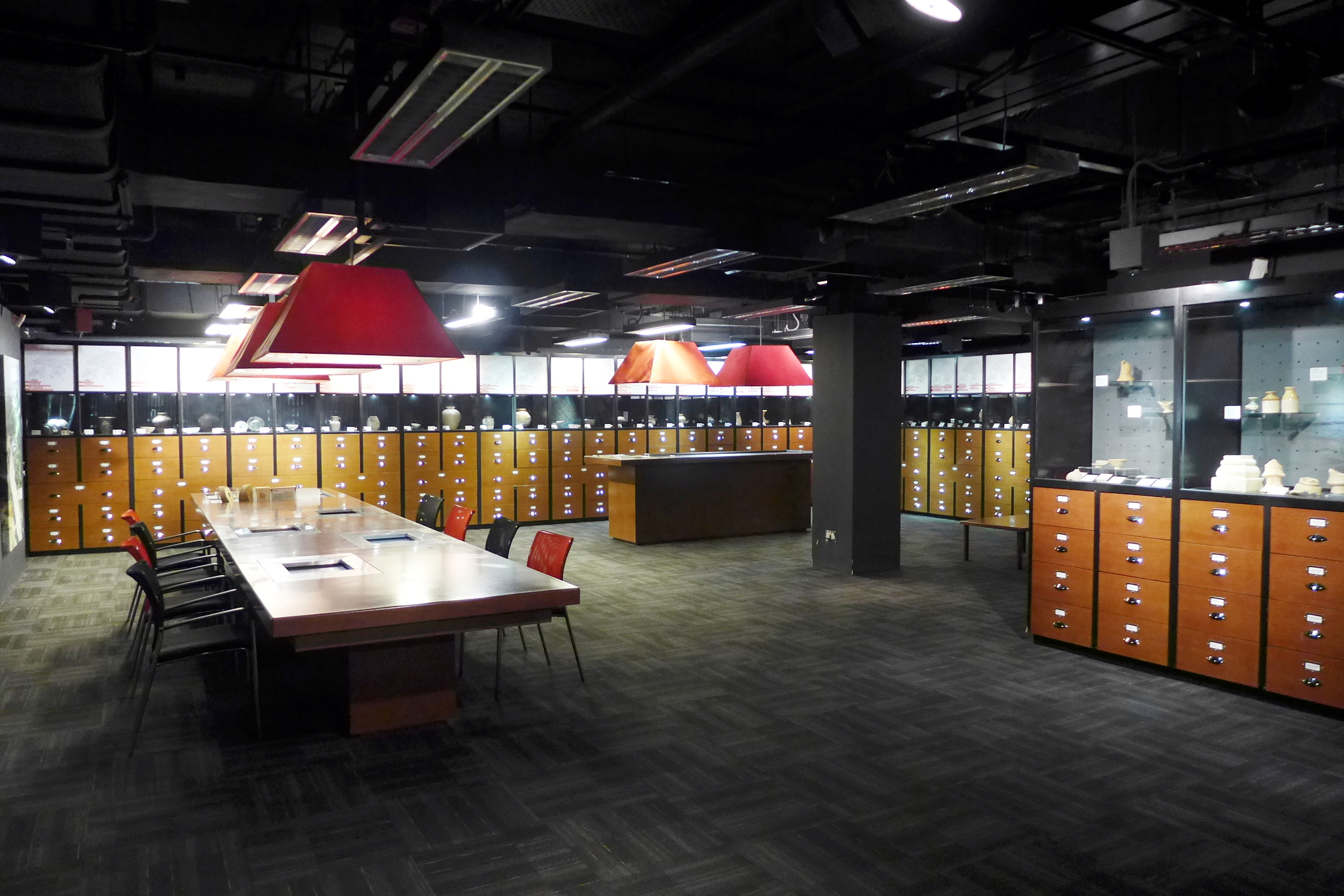
Zone d'exposition archéologique.
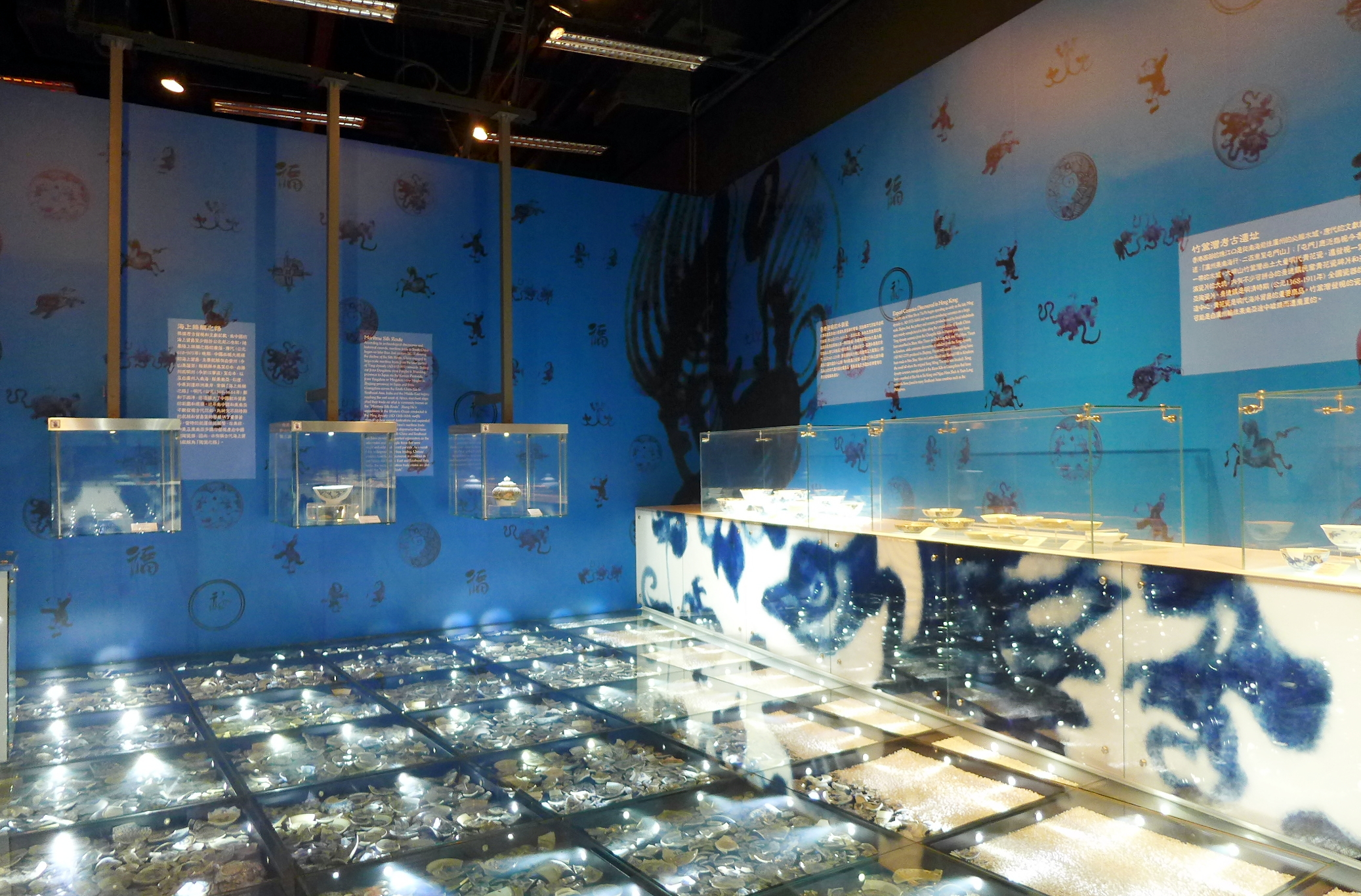
Zone d'exposition de la dynastie Ming.